# Estadi Nacional de Tanzània
L'Estadi Nacional de Tanzània, també anomenat Estadi Benjamin Mkapa, és un estadi esportiu de la ciutat de Dar es Salaam, a Tanzània.
Va ser inaugurat l'any 2007 i substituí l'antic Estadi Uhuru.
Té una capacitat per a 60.000 espectadors i és la seu de la selecció de futbol de Tanzània i dels clubs Simba SC i Young Africans FC.